# Happy Valley-Goose Bay
Happy Valley-Goose Bay is een gemeente (town) in de Canadese provincie Newfoundland en Labrador. De gemeente ligt centraal in de regio Labrador en is met ruim 8000 inwoners de grootste gemeente van dat gebied. 

## Geschiedenis
In het jaar 1941, tijdens de Tweede Wereldoorlog, werd begonnen met de bouw van de militaire vliegbasis CFB Goose Bay. De afgelegen locatie werd gekozen vanwege de oostelijke ligging en specifiek vanwege het grote zanderige plateau dat zich er bevond. Snel erna ontstonden er ook twee nederzettingen nabij de basis. Direct ten oosten ervan ontstond de plaats Goose Bay en zo'n anderhalve kilometer oostelijker de grotere plaats Happy Valley. 
Reeds in de jaren 1950 had de plaats Happy Valley een gemeentebestuur. Het was oorspronkelijk een local improvement district, al kreeg het reeds in het jaar 1960 het statuut van town. De in het westen aan Happy Valley grenzende plaats Goose Bay werd erkend als een local improvement district in 1970. In 1975 fusioneerden beide gemeenten met elkaar om de town Happy Valley-Goose Bay te vormen.

## Geografie
Happy Valley-Goose Bay ligt centraal in de regio Labrador. De gemeente ligt bij de noordelijke oever van de rivier Churchill, vlak voor de monding ervan in de Goose Bay, een baai van het enorme estuarium genaamd Lake Melville. Het gedeelte van de gemeente dat als Goose Bay bekendstaat ligt op een groot zandachtig plateau waarop in 1941 een van de grootste militaire basissen in het noordoosten van Noord-Amerika gebouwd werd: CFB Goose Bay. Het ligt een eind van de rivier verwijderd, terwijl Happy Valley tot aan de oevers ervan reikt. 

### Klimaat
De locatie ligt op de grens van de subarctische klimaatzone en een vochtige continentale klimaatzone (volgens de klimaatclassificatie van Köppen Dfb/Dfc).

## Transport
De gemeente is gelegen aan de splitsing van provinciale route 500 en provinciale route 520. Iets naar het westen toe ligt ook de splitsing van route 500 en route 510, beide deel uitmakend van de Trans-Labrador Highway. Goose Bay Airport is met twaalf bestemmingen (2024) de belangrijkste civiele luchthaven van Labrador.
Happy Valley-Goose Bay is tijdens de warme maanden het begin- en eindpunt van twee veerroutes. Enerzijds gaat het over een veerboot die wekelijks  de verbinding maakt met het noordoostelijk gelegen Rigolet (167 km; zesenhalf uur) en na een tussenstop aldaar doorvaart naar noordelijkere plaatsen tot in Nain. Anderzijds gaat het over een wekelijkse veerverbinding met het oostelijk gelegen Cartwright (330 km; twaalf uur), waarna de ferry nog doorvaart naar Black Tickle.

## Demografie
Happy Valley-Goose Bay is de gemeente met het hoogste inwonersaantal van de regio Labrador. De voorbije decennia was het bevolkingsaantal er relatief stabiel, met een inwoneraantal dat in 2021 zo'n 7% lager lag dan het hoogtepunt in 1996.
| Demografische ontwikkeling van Happy Valley-Goose Bay tussen 1976 en 2021 |
| ------------------------------------------------------------------------- |
|                                                                           |
| Bron: 1976–1986 , 1991–1996, 2001–2006, 2011–2016, 2021                   |

### Taal
Volgens de volkstelling van 2016 hadden 7.550 inwoners van Happy Valley-Goose Bay (94,5%) het Engels als moedertaal. Daarnaast hadden 115 mensen (1,4%) het Frans en 40 mensen (0,5%) een Inuittaal als moedertaal.
Vrijwel iedere inwoner van Happy Valley-Goose Bay was in 2016 het Engels machtig. Daarnaast waren 505 mensen (6,4%) het Frans en 75 mensen (1,0%) een Inuittaal machtig. Vanwege de relatief grote Filipijnse gemeenschap waren er ook 130 sprekers van het Tagalog (1,6%).

## Gezondheidszorg
Het Labrador Health Centre, het grootste ziekenhuis van Labrador, bevindt zich in de gemeente. Daarnaast huisvest de gemeente ook de Happy Valley-Goose Bay Long-Term Care Home, een langetermijnszorginstelling.
De plaats huisveste de hoofdzetel van Labrador-Grenfell Health, de gezondheidsautoriteit bevoegd voor Labrador en het noordelijkste deel van Newfoundland. In 2023 werden alle provinciale gezondheidsautoriteiten echter gefusioneerd tot de Newfoundland and Labrador Health Services, met zetel in St. John's.

## Geboren
- Jennifer Hale (1965), stemactrice